# Conferenza episcopale del Pacifico
La Conferenza episcopale del Pacifico (in latino: Conferentia Episcopalis Pacifici, C.E.PAC.) è un organismo della Chiesa cattolica che raggruppa i vescovi di diverse isole dell'oceano Pacifico.

## Organizzazione
Le diocesi membri della C.E.PAC. sono suddivise in tre regioni: La Regione centrale, che raggruppa le province ecclesiastiche di Samoa-Apia e di Suva, eccetto la diocesi di Tarawa e Nauru; la Regione Nord-Micronesia, che raggruppa la provincia ecclesiastica di Agaña e la diocesi di Tarawa e Nauru; la Regione francofona, che raggruppa le province ecclesiastiche di Papeete e di Numea.
La C.E.PAC. è membro della Federazione delle conferenze dei vescovi cattolici dell'Oceania (Federation of Catholic Bishops' Conferences of Oceania, FCBCO).

## Membri della C.E.PAC.
| Diocesi                                    | Stati e Territori                 |
| ------------------------------------------ | --------------------------------- |
| Arcidiocesi di Samoa-Apia                  | Samoa                             |
| Diocesi di Samoa-Pago Pago                 | Samoa Americane                   |
| Missione sui iuris di Tokelau              | Tokelau                           |
| Arcidiocesi di Suva                        | Figi                              |
| Missione sui iuris di Funafuti             | Tuvalu                            |
| Diocesi di Rarotonga                       | Isole Cook                        |
| Diocesi di Tarawa e Nauru                  | Kiribati Nauru                    |
| Diocesi di Tonga                           | Tonga Niue                        |
| Arcidiocesi di Papeete                     | Polinesia francese Isole Pitcairn |
| Diocesi di Taiohae o Tefenuaenata          | Polinesia francese                |
| Arcidiocesi di Agaña                       | Guam                              |
| Diocesi di Chalan Kanoa                    | Isole Marianne Settentrionali     |
| Diocesi delle Isole Caroline               | Palau Micronesia                  |
| Prefettura apostolica delle Isole Marshall | Isole Marshall                    |
| Arcidiocesi di Numea                       | Nuova Caledonia                   |
| Diocesi di Port-Vila                       | Vanuatu                           |
| Diocesi di Wallis e Futuna                 | Wallis e Futuna                   |

## Presidenti della C.E.PAC.
Elenco dei presidenti della Conferenza episcopale del Pacifico:
- George Hamilton Pearce, S.M., arcivescovo di Suva (1970 - 1971)
- Pierre-Paul-Émile Martin, S.M., arcivescovo di Numea (1971 - 1978)
- Patelisio Punou-Ki-Hihifo Finau, S.M., vescovo di Tonga (1978 - 1982)
- Petero Mataca, arcivescovo di Suva (1982 - 1987)
- Francis-Roland Lambert, S.M., vescovo di Port-Vila (1987 - 1991)
- Anthony Sablan Apuron, O.F.M. Cap., arcivescovo di Agaña (1991 - 1996)
- Michel-Marie-Bernard Calvet, S.M., arcivescovo di Numea (1996 - 2003)
- Anthony Sablan Apuron, O.F.M. Cap., arcivescovo di Agaña (agosto 2003 - giugno 2010)
- Cardinale Soane Patita Paini Mafi, vescovo di Tonga (giugno 2010 - settembre 2016)
- Paul Donoghue, S.M., vescovo di Rarotonga (settembre 2016 - novembre 2023)
- Ryan Pagente Jimenez, vescovo di Chalan Kanoa, poi arcivescovo di Agaña, dal novembre 2023